# 霍滕 (杜布诺区)
50°16′30″N 25°15′54″E / 50.27500°N 25.26500°E
霍滕（烏克蘭語：Хотин），是烏克蘭西北部的村莊，隸屬罗夫诺州的杜布諾區。該村始建於1570年，面積2.95平方公里，海拔高度206米，2001年人口846，人口密度每平方公里287.1人。